# Simulium mangabeirai
Simulium mangabeirai es una especie de insecto del género Simulium, familia Simuliidae, orden Diptera.
Fue descrita científicamente por Vargas, 1945.